# قطعنامه ۶۰۰ شورای امنیت
قطعنامه ۶۰۰ شورای امنیت سازمان ملل متحد که در تاریخ ۱۹ اکتبر ۱۹۸۷ تصویب شد، سندی بین‌المللی دربارهٔ دیوان بین‌المللی دادگستری است. این قطعنامه طی نشست ۲۷۵۴ام با ۱۵ موافق، ۰ مخالف و ۰ ممتنع تصویب شد.